# Bąków (Brzeg)
Pour les articles homonymes, voir Bąków.
Bąków est une localité polonaise du gmina de Grodków, située dans le powiat de Brzeg (voïvodie d'Opole).